# Czagar Bazar
Czagar Bazar (Tell Czagar Bazar; arab. تل شاغر بازار, Tall Szaghar Bazar) – tell, stanowisko archeologiczne w północno-wschodniej Syrii, 35 kilometrów od miasta Al-Hasaka, w dorzeczu Chaburu. Pierwsze ślady osadnictwa w Czagar Bazar datowane są na VI tysiąclecie p.n.e. Osada została opuszczona na przełomie III i II tysiąclecia p.n.e.
Pierwsze prace wykopaliskowe w Czagar Bazar poprowadził w latach 1932-1937 brytyjski archeolog Max Mallowan. Odkryto wiele artefaktów (m.in. kultury Halaf oraz Ubajd), w tym gliniane tabliczki z pismem klinowym. Podczas prac brytyjskiej ekspedycji w Czagar, Mallowanowi towarzyszyła jego żona Agatha Christie, która tworzyła dokumentację fotograficzną wykopalisk. W 1999 roku wznowiono prace wykopaliskowe w kooperacji brytyjsko-belgijsko-syryjskiej (British Institute for the Study of Iraq, Uniwersytet w Liège, Directorate-General of Antiquities and Museums). Dzięki zakończonym w 2002 roku wykopaliskom uzyskano kolejne tabliczki z pismem klinowym (214 artefaktów).
Osada była zamieszkana już w VI tysiącleciu p.n.e. Odnaleziono tutaj wiele szczątków ceramiki przynależnej do kultury Halaf oraz późniejszego okresu Ubajd. Prawdopodobnie od połowy IV do końca III tysiąclecia p.n.e. osada była opuszczona. W okresie starego państwa asyryjskiego Czagar Bazar było dużym ośrodkiem administracyjnym wykorzystywanym przez amoryckiego władcę Szamszi-Adada I (1813-1781 p.n.e.). Z czasów rządów jego syna Jasmah-Adada pochodzi szereg odkrytych w Czagar tabliczek składających się na archiwum administracyjne zarządcy.